# مونوسبيتا (إماثيا)
مونوسبيتا (Μονόσπιτα) هي مدينة في إيماثيا في مقاطعة فوريا إلادا في اليونان.